# Xiphinemella esseri
Xiphinemella esseri är en rundmaskart som beskrevs av Cjitwood 1957. Xiphinemella esseri ingår i släktet Xiphinemella och familjen Dorylaimidae. Inga underarter finns listade i Catalogue of Life.